# Xanthorhoe henrici
Xanthorhoe henrici är en fjärilsart som beskrevs av Ludwig Imhoff 1959. Xanthorhoe henrici ingår i släktet Xanthorhoe och familjen mätare. Inga underarter finns listade i Catalogue of Life.